# 威爾遜鎮區 (密蘇里州帕特南縣)
威爾遜鎮區（英語：Wilson Township）是位於美國密蘇里州帕特南縣的一個行政鎮區。

## 地方資料
威爾遜鎮區的面積為94.01平方千米，當中陸地面積為93.84平方千米，而水域面積為0.17平方千米。根據2020年美國人口普查的數據，當地共有人口566人，而人口密度為每平方千米6.02人。